# Kiss
Kiss je bila ameriška hard rock skupina, ki je nastala leta 1973 v New Yorku. Prepoznavnost skupine se kaže v pobarvanosti obrazov in kričečih kostumih. V zgodovini svojega delovanja so prodali več kot 100 milijonov albumov po vsem svetu.
Originalna zasedba 1973-80 je bila: Paul Stanley (ritem kitara, vokal), Gene Simmons (bas kitara, vokal), Ace Frehley (solo kitara, vokal) in Peter Criss (bobni, vokal). V osemdesetih so nastopali brez mask in od prvotne zasedbe sta ostala le še Paul in Gene. Pa so prišla devetdeseta, ki so bila v znamenju unplugged koncertov na MTV. Leta 1996 so pristali, da za velik honorar odigrajo izštekan koncert na omenjeni TV postaji - v originalni zasedbi iz 1973. Koncert je bil tako uspešen, da so od takrat naprej igrali v kostumih in maskah. Takoj so šli na turnejo Kiss Alive/Worldwide/Reunion Tour, ki je trajala 1996-97.
Sčasoma sta Ace in Peter zapustila skupino, KISS pa še danes nastopajo v svoji značilni opravi. Kljub temu, da sta Paul in Gene že zakoračila v šestdeseta leta življenja, je bend še vedno na vrhunskem nivoju in blesti na koncertnih odrih celega sveta. Pred kratkim so bili sprejeti v Hram slavnih rokenrola, na kar pa so se odzvali zelo kritično - saj bi si kaj takega zaslužili že zdavnaj in ne po 40 letih predanega glasbenega dela. 

## Zasedba
Trenutna zasedba:
- Paul Stanley - ritem kitara, vokal (1973–)
- Gene Simmons - bas kitara, vokal (1973–)
- Eric Singer – bobni (1991-1996, 2001–2002, 2004–)
- Tommy Thayer – solo kitara (2002–)

Nekdanji člani:
- Peter Criss – bobni, vokal (1973–1980, 1996–2001, 2002–2004)
- Ace Frehley – kitara, vokal (1973–1982, 1996–2002)
- Eric Carr – bobni, vokal (1980– †1991)
- Vinnie Vincent – kitara (1982–1984)
- Mark St. John – kitara (1984)
- Bruce Kulick – kitara (1984–1996)

## Diskografija
- Kiss (1974)
- Hotter Than Hell (1974)
- Dressed to Kill (1975)
- Destroyer (1976)
- Rock and Roll Over (1976)
- Love Gun (1977)
- Dynasty (1979)
- Unmasked (1980)
- Music from "The Elder" (1981)
- Creatures of the Night (1982)
- Lick It Up (1983)
- Animalize (1984)
- Asylum (1985)
- Crazy Nights (1987)
- Hot in the Shade (1989)
- Revenge (1992)
- Carnival of Souls: The Final Sessions (1997)
- Psycho Circus (1998)
- Sonic Boom (2009)
- Monster (2012)